# Liviidae

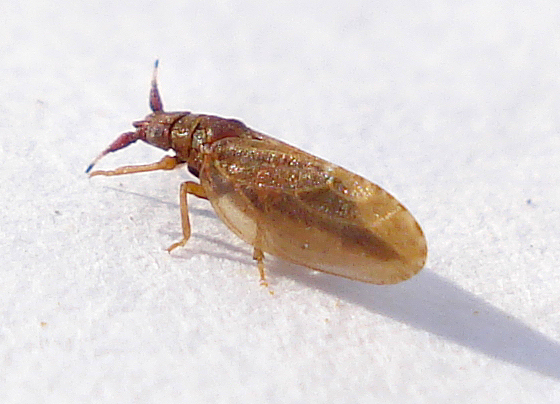
Livia juncorum

Liviidae  (лат.) — семейство мелких полужесткокрылых насекомых из надсемейства листоблошковых (Psylloidea). Включает 322 вида,  29 родов, ранее относимых к Psyllidae.

## Описание
Мелкие полужесткокрылые насекомые, тело немного сплющенное, голова направлена вперёд. Передние крылья плотные, кожистые. Около 1—5 мм в длину. Внешне похожи на цикадок, задние ноги прыгательные. Питаются соками растений, часть которых выделяют в виде сахаристых выделений, отчего их часто посещают муравьи.

## Систематика
Более 300 видов и 29 родов, которые ранее включались с состав семейств Aphalaridae или Psyllidae, принимаемого в широком таксономическом объёме
- Euphyllurinae (4 трибы: Diaphorinini, Euphyllurini, Pachypsylloidini, Strophingiini)
  - Brachyphyllura Li, 2011
  - Caradocia Laing, 1923
  - Crytophyllura Li, 2011
  - Diaphorina Löw, 1880
  - Epipsylla Kuwayama, 1908
  - Eremopsylloides Loginova, 1964
  - Euphyllura Foerster, 1848
  - Geijerolyma Froggatt, 1903
  - Katacephala Crawford, 1914
  - Lautereropsis Burckhardt & Malenovský, 2003
  - Leprostictopsylla Li, 2011
  - Ligustrinia Loginova, 1973
  - Megadicrania Loginova, 1976
  - Neophyllura Loginova, 1973
  - Notophorina Burckhardt, 1987
  - Pachypsylloides De Bergevin, 1927
  - Parapsylla Heslop-Harrison, 1961
  - Peripsyllopsis Enderlein, 1926
  - Psyllopsis Löw, 1879
  - Strophingia Enderlein, 1914
  - Sureaca Burckhardt & Ouvrard, 2012
  - Syringilla Loginova, 1967
  - Tuthillia Hodkinson, Brown & Burckhardt, 1986
- Liviinae
  - Aphorma
  - Camarotoscena
  - Diclidophlebia
  - Livia[4]
  - Paurocephala
  - Syntomoza